# Katje à couronne grise
Espèce
Statut de conservation UICN

 NT  : Quasi menacé
Le Katje à couronne grise (Phaenicophilus poliocephalus), aussi appelé Tangara quatre-yeux, est une espèce de passereaux des Antilles appartenant à la famille des Thraupidae.

## Répartition et habitat
On le trouve en République dominicaine et à Haïti. Il vit dans les forêts humides, à la lisière des forêts, dans les fourrés, les mangroves, les endroits ouverts et les jardins jusqu'à 2 400 m d'altitude.